# Caspar Christian Vogt von Elspe
Caspar Christian Vogt von Elspe (* 1632; † 14. Juli 1703) war Drost von Medebach, Marsberg und Kogelenberg-Volkmarsen. Er stammte aus einer protestantischen Familie, konvertierte aber zum Katholizismus. Über diesen Schritt verfasste er eine Rechtfertigungsschrift. Nach seinem Tod vergessen, ist er später als Geschichtsschreiber bekannt geworden. Er benutzte 1694 als erster nachweislich den Begriff Süderland/Sauerland.

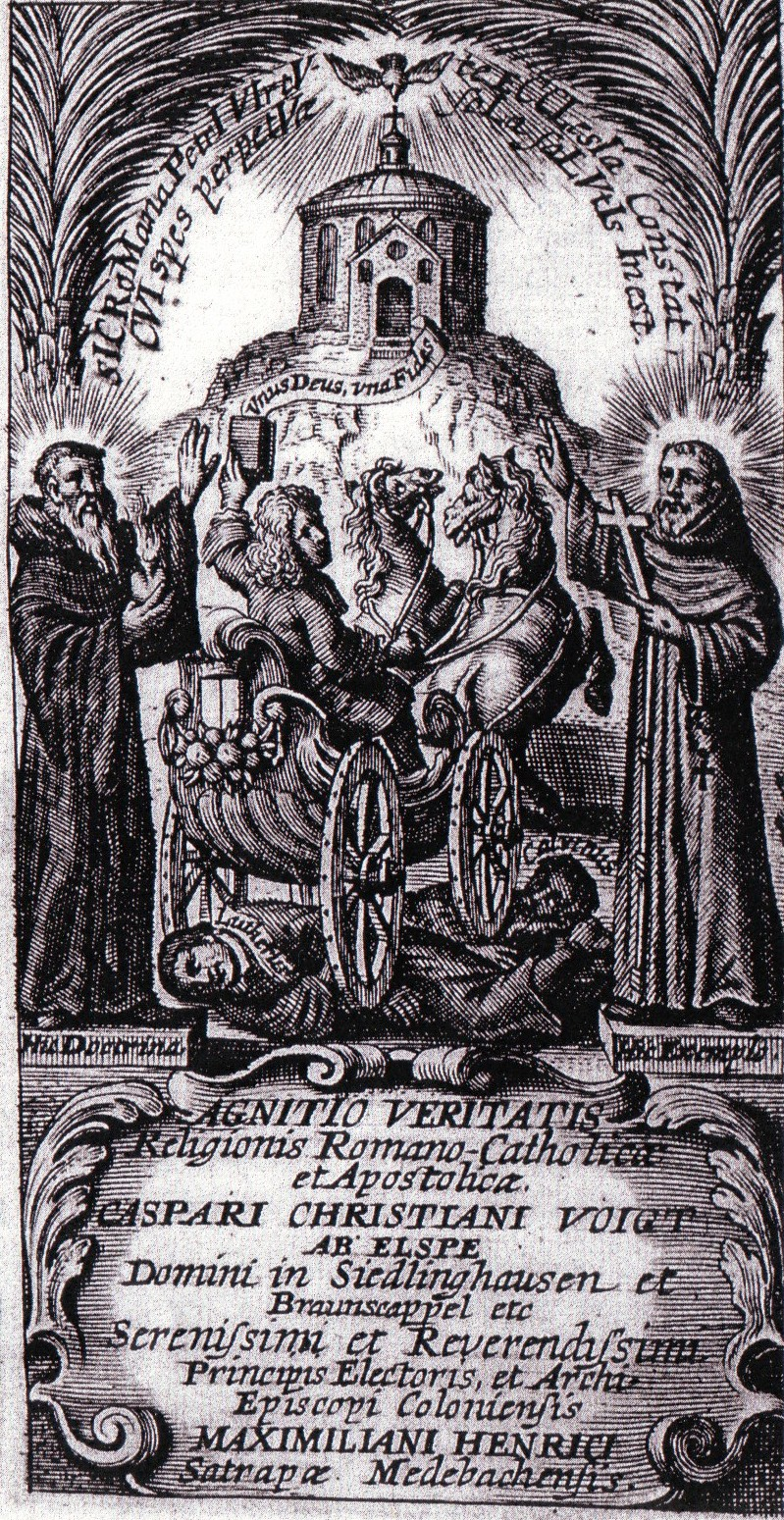
Titelkupfer zu Caspar Christian Voigt von Elspes Agnitio veritatis religionis (Köln, 1682). In der Kutsche sitzt Voigt von Elspe. Diese zermalmt die Reformatoren Luther und Calvin. (Original heute in der Dombibliothek Hildesheim)

## Leben

### Frühes Leben
Er stammte aus der Familie der Vögte von Elspe und war der Sohn von Bernhard Christoph Vogt von Elspe zu Borghausen (* 1582; † 1644/1645) und dessen Frau Walburga Lucia von Fürstenberg († nach 1629). Durch die Mutter war das Gut Stirpe in die Ehe gekommen. Nach diesem hat sich diese Linie der Familie der Vögte von Elspe seither benannt.
Als nachgeborener Sohn hatte Caspar keinen Anspruch auf das Erbe von Grundbesitz. Da seine Vorfahren in der Familie seines Vaters zur Zeit des zum Protestantismus übergetretenen Kurfürsten Gebhard I. von Waldburg ebenfalls zum neuen Glauben gewechselt waren, war auch der Eintritt in ein Stift oder Kloster nicht möglich. Da zwei seiner Brüder während des Dreißigjährigen Krieges als Soldaten gefallen waren, kam für Caspar Christian eine Militärlaufbahn nicht in Frage.
Er sollte daher studieren. Wo und ob er eine gymnasiale Ausbildung erhielt ist unklar. Theoretisch möglich ist, dass er das 1637 gegründete katholische Gymnasium in Attendorn besucht hat. Da er selbst angab, in der lutherischen Religion erzogen und unterrichtet worden zu sein, ist dies aber eher unwahrscheinlich. Möglich ist ein Besuch des Archigymnasiums in Soest. Wahrscheinlich hat er aber Unterricht durch Hauslehrer erhalten.:111 f. Er studierte seit 1653 Rechtswissenschaften in Heidelberg.

### Heirat und Familie
Von Elspe heiratete 1657 seine erste Frau Matthilde (oder Mechthild) Maria Elisabeth von Gaugreben, Erbin von Siedlinghausen und Brunskappel. Deren Vater war der ehemalige kaiserliche Obristwachtmeister Christof Wolrad von Gaugreben, der 1635 gefallen war und nach seinem Tod hohe Schulden hinterlassen hatte. Durch seine Frau wurde er Gutsbesitzer, hatte aber auch die Schulden zu übernehmen. Über siebzig Gläubiger verlangten ihr Geld zurück. Dies führte zu langwierigen Rechtsstreitigkeiten über Fragen, welche Besitztümer Allodialbesitz und welche Lehnsgüter waren. Daneben gab es Streit um Gerichtsrechte und den Besitz des Gutes Wildenberg.:113 In Siedlinghausen ließ von Elspe neue Gutsgebäude bauen. Er erbaute ein neues Gutshaus, ließ Türme und einen Graben anlegen.
Mit seiner Frau hatte von Elspe die Kinder: Johann Wilhelm Jobst, Johanna Maria, Ludolf Hildebrand und Christof Wolrate. Nach 1686 heiratete er mit Catharina Engel Freiin von Sepholtsdorf seine zweite Frau. Diese Ehe blieb kinderlos.

### Im Dienst der Kurfürsten
Von Elspe trat in den Dienst des Kölner Kurfürsten Maximilian Heinrich, der sich infolge des Bergbaus in Silbach und Ramsbeck häufig in der Nähe von Siedlinghausen aufhielt. Zunächst wurde er Drost von Medebach. Wohl nicht zuletzt aus politischen Gründen trat er 1682 zum Katholizismus über.:117 Ein Teil der Familie blieb protestantisch. Weder seine erste Frau noch die Kinder – obwohl ein Sohn das Jesuitenkolleg in Paderborn besuchte – folgten seinem Vorbild und traten nicht zum Katholizismus über.
Das Amt Medebach, in dem es wegen des Einflusses der Grafen von Waldeck noch zahlreiche Protestanten gab, wurde seit einer Einigung mit Waldeck 1663 bis ins 18. Jahrhundert von einem langanhaltenden Rekatholisierungsprozess geprägt. Von Elspe rühmt sich insbesondere in der Freigrafschaft Düdinghausen den katholischen Glauben erhalten zu haben. Tatsächlich aber tat er sich in dieser Sache nicht wirklich hervor.:116
Auch unter Kurfürst Joseph Clemens von Bayern setzte er seine Karriere im staatlichen Dienst fort.
Das Drostenamt übte von Elspe vorübergehend aus, bis Jobst Georg von Schade, aus dessen Familie seit längerem die Droste von Medebach stammten, volljährig war. Dieses Amt hat von Elspe daher wohl um 1682 abgegeben. Zuvor war er bereits 1688 zum kurkölnischen Kämmerer ernannt worden. Gleichzeitig war er Drost der Ämter Marsberg und Kogelenberg-Volkmarsen.

## Werk
Von Elspe war ein Vertreter des barocken Gelehrtentums. Seine Werke verfasste er noch weitgehend auf Latein. Sein Leben und seine Schriften gerieten schon bald nach seinem Tod in Vergessenheit.

### Konversionsschrift
Über seinen Übertritt zum Katholizismus verfasste Elspe eine Rechtfertigungsschrift. Dieses Werk diente dazu in der Öffentlichkeit und dem Landesherren seine politisch motivierte Konversion religiös und philosophisch zu begründen. Das Buch ist Kurfürst Maximilian Heinrich gewidmet.:118 Bemerkenswert ist, dass er nicht nur das Werk von René Descartes kannte, sondern sich auch ausdrücklich auf diesen berief. Auch auf den Jesuiten Jacob Masen verwies er.:119
Neben praktischen Gründen, weil etwa außer der katholischen keine andere Kirche in der Nähe lag, gab er auch die Einflüsse der Minoriten aus Brilon und der Jesuiten aus Arnsberg an.

### Historische Arbeiten
In verschiedenen historischen Schriften schrieb er vor allem über politisch-juristische Fragen. Eine Motivation dazu war, dass er gezwungen war, die verschuldeten Güter seines Schwiegervaters durch zahlreiche Prozesse zu erhalten. Dies war Anlass sich mit den geschichtlichen und rechtlichen Verhältnissen der Region zu beschäftigen. Anstatt die Gläubiger mit Geld abzufinden, bot er ihnen gelehrte historisch-juristische Schriften an. Dies brachte ihm ein gewisses Ansehen im regionalen Adel ein. Er gewann dadurch Kenntnisse, die für seine späteren Schriften nötig waren.
Er verfasste eine Beschreibung und Geschichte der Herzogtümer Engern und Westfalen (Historia Angriae et Westphaliae) in ursprünglich lateinischer Sprache aus dem ihm zur Verfügung stehenden Quellentexten. Außerdem schrieb er die Historia nobilitatis Westphaliae. Dieses Werk widmet sich der regionalen Ritterschaft und ihren Wappen. Desgleichen verfasste von Elspe die Historia juris publici Westphaliae, Coloniensis dicesis. In diesen ging es vor allem um die staatliche und rechtliche Verfassung des Herzogtums Westfalen.
Von Elspe sammelte auch Informationen über seine Familie. Diese wurden von Johann Diederich von Steinen später unter dem Titel Historisch-genealogische Nachricht von den Voigten v. Elspe zusammengestellt und veröffentlicht. Johann Suibert Seibertz schrieb ihm außerdem eine Deductio familiae illustris Voigt ab Elspe zu.

### Überlieferungsgeschichte
Sein Werk wurden zu Lebzeiten nicht gedruckt und war bis ins 18. Jahrhundert nur in Handschriften überliefert. Diese gelangten auf unbekanntem Weg zu einem Dr. Rademacher in Soest, teilweise befanden sie sich im Besitz von Nachfahren des Autors.
Die Überlieferung war ungeordnet und die Handschrift des Autors nur schwer zu lesen, so dass die Rekonstruktion durch den späteren Hof- und Regierungsrat Heinrich Anton Gosmann in der Mitte des 18. Jahrhunderts schwierig war. Teile wurden von Johann Diederich von Steinen in den Quellen westfälischer Geschichte veröffentlicht. Johann Suibert Seibertz hat die Rekonstruktion im 19. Jahrhundert dann noch einmal fortgeführt.

## Schriften
- Agnitio Veritatis Religionis Romano-Catholicae Et Apostolicae Caspari Christiani Voigt Ab Elspe Domini In Siedlinghausen Et Braunscappel, &c. …Coloniae Agrippinae: Metternich, 1682.
- Ducatus Angriae et Westphaliae delineatio … 1694. Abgedruckt in: Johann Suibert Seibertz: Quellen zur Westfälischen Geschichte. Bd. 3. Arnsberg, 1869 (Google Books).
- Geographischer Wegweiser über die Herzogthümer Engern und Westphalen. = Johann Diederich von Steinen: Westphälische Geschichte, VII. Stück. Dortmund 1749 (Digitalisat).